# Девите, Регина
Регина Де́вите (латыш. Regīna Devīte; род. 18 января 1956) — советская и латвийская актриса.

## Биография
Регина Девите родилась 18 января 1956 года в Шимановском районе Амурской области РСФСР в ссыльной крестьянской семье выходцев из Латвии.
Окончила 4-ю Валмиерскую среднюю школу (1974), Рижский техникум работников культуры и образования (1977), Государственный институт театрального искусства в Москве (1985).
Актриса Валмиерского театра (с 1978 года), носившего в то время название Валмиерский государственный театр драмы им. Л. Паэгле.
Снялась в фильме режиссёра Андриса Розенбергса «Личная жизнь Деда Мороза» в одной из главных ролей (1982).

## Творчество

### Роли в театре

#### Валмиерский драматический театр
- 1978 — «Мир за твоим окном» Паула Путниньша — Заните
- 1979 — «Бандитка» Екаба Яншевского — Марута
- 1982 — «Спридитис» Анны Бригадере — Лиените
- 1984 — «Сын рыбака» по роману Вилиса Лациса — Зента
- 1985 — «Посёлок Мартиня» Х. Раудсеппа — Эмси
- 1985 — «Цвета облаков» Яана Круусвалла — Хелен
- 1986 — «Вишнёвый сад» А. П. Чехова — Аня
- 1987 — «Рига» Аугуста Деглава — Марис
- 1988 — «Китайская ваза» М. Зиверта — Лилия
- 1991 — «Тётушка из Бразилии» Брэндона Томаса — Элла
- 1992 — «Сон в Янову ночь» Гунара Приеде — Лелда
- 1993 — «Дядюшкин сон» Ф. М. Достоевского — Настасья Петровна
- 1994 — «Золотое руно» Джона Бойнтона Пристли — Элзи
- 1994 — «Кукольный дом» Генрика Ибсена — Хелена
- 1995 — «Шесть персонажей в поисках автора» Луиджи Пиранделло — Суфлёр
- 1995 — «Одинокие» Герхарта Гауптмана — Медсестра
- 1996 — «Анна Каренина» Л. Н. Толстого — Аннушка
- 1996 — «Домашний враг» Я. Зейболта — Эдина
- 1999 — «Вдовы» А. Кертеса — Роза
- 2000 — «Мэри Поппинс» Памелы Трэверс — Эндрю
- 2001 — «Укрощение Дон Жуана» Ария Гейкинса — Зибуза
- 2002 — «Госпожа министерша» Бранислава Нушича — Зоя
- 2004 — «Дни портных в Силмачах» Рудольфа Блауманиса — Дочь
- 2005 — «Том Сойер» по роману Марка Твена — Чёрная Мэри
- 2006 — «Идиот» по роману Ф. М. Достоевского — Катя
- 2007 — «Женщины Нискавуори» Хеллы Вуолийоки — Салли
- 2008 — «Гамлет» Уильяма Шекспира — Второй Могильщик
- 2009 — «Вишнёвый сад» А. П. Чехова — Лиза
- 2009 — «Мышеловка» Агаты Кристи — Миссис Бойл
- 2010 — «Мария Стюарт» Фридриха Шиллера — Придворная Дама

### Фильмография
- 1982 — Личная жизнь Деда Мороза — Элизабета
- 2008 — Цена безумия — Зента
- 2008 — Пожар — Зента